# Осіма (округ)
О́круг Осі́ма (яп. 渡島総合振興局, おしまそうごうしんこうきょく, МФА: [oɕima soːgoː ɕinkoːkʲoku̥]) — округ префектури Хоккайдо в Японії. Центральне місто округу — Хакодате. 
Заснований 1 квітня 2010 року шляхом реорганізації О́бласті Осі́ма (яп. 渡島支庁, おしましちょ, МФА: [oɕima ɕi̥t͡ɕoː]). Остання була заснована 1897 року.

## Адміністративний поділ
- Хакодате
- Хокуто
- Повіт Камеда: Нанае
- Повіт Каміїсо: Кіконай - Сіріуті
- Повіт Каябе: Морі - Сікабе
- Повіт Мацумае: Мацумае - Фукусіма
- Повіт Футамі: Якумо
- Повіт Ямакосі: Осямамбе

## Найбільші міста
Міста з населенням понад 10 тисяч осіб:
| № | Місто    | Населення, осіб (2009) |
| - | -------- | ---------------------- |
| 1 | Хакодате | 286818                 |
| 2 | Хокуто   | 49575                  |
| 3 | Нанае    | 29026                  |
| 4 | Якумо    | 19475                  |
| 5 | Морі     | 18522                  |